# A cara de perro
A cara de perro fue un programa de televisión de España que se emitió cada miércoles, a las 00:45, en Cuatro de Mediaset España. El programa se estrenó el 14 de junio de 2017 y finalizó el 19 de julio de 2017 y es presentado por el exboxeador Javier Roche más conocido como 'El chatarrero'.

## Formato
A cara de perro, es un formato de protesta contra el maltrato animal que acontece en nuestro país y que cada vez es más frecuente. Javier Roche será el encargado de enfrentarse a los diversos casos que llegan al programa junto a su equipo en los que gente anónima denuncia maltrato animal y nadie antes hizo nada. Desde abandonos de perros, a venta ilegal de cachorros a granjas de ovejas mal nutridas.

## Polémicas
Una semana después de empezar el programa salta a la luz la noticia de que Javier Roche, el conductor del programa es detenido por supuesta violencia de género. Tras pasar una noche en dependencias judiciales el exboxeador quedó en libertad con cargos. Se le atribuyen los delitos de: descubrimiento y revelación de secretos, robo con fuerza en domicilio ajeno, amenazas y trajo vejatorio que acabó siendo todo una mentira.
En el programa cuatro emitido el 5 de julio del 2017 rescataron a un perro llamado Many de color marrón que estaba salvaje y no tenía dueños. El programa se hizo cargo de él capitaneado por Javier Roche. El mismo día de la emisión el programa antes de empezarlo emitió imágenes previas del caso y el perro era de color negro, y la sorpresa fue que Javier capturó un perro de color canela llamado también Many. El público en las redes sociales se echó encima y la asociación del pueblo dónde estaba el perro alega que el programa trampeó el caso para ponerse medallas ya que ese perro no era el que estaba abandonado que murió días después sin poder hacer nada. La productora del programa FremantleMedia ESP alega error en narrativo juntando dos casos distintos en uno mismo.
Debido a las polémicas en las que el programa se ha envuelto Cuatro decide emitir el programa a partir del 12 de julio del 2017 en la franja de late-night.

## Lista de programas
| Programa | Título                                                      | Fecha de emisión    | Audiencia         | Ref    |
| -------- | ----------------------------------------------------------- | ------------------- | ----------------- | ------ |
| 1        | El toro de la Vega y reala de perros de caza maltratados    | 14 de junio de 2017 | 1 664 000 (10,0%) | [ 6 ]  |
| 2        | Granja en Titaguas y perros encerrados en cuevas            | 21 de junio de 2017 | 1 075 000 (7,1%)  | [ 7 ]  |
| 3        | Centro de acogida el CATAD y peleas ilegales de carneros    | 28 de junio de 2017 | 786 000 (4,9%)    | [ 8 ]  |
| 4        | Caballos en basureros y guerra en los delfinarios           | 5 de julio de 2017  | 961 000 (6,4%)    | [ 9 ]  |
| 5        | Circos ambulantes y quejas en el Zoo de Castellar           | 12 de julio de 2017 | 385 000 (8,9%)    | [ 10 ] |
| 6        | Mujer con Síndrome de Noé y zulos de perros en Los Realejos | 19 de julio de 2017 | 273 000 (7,1%)    | [ 11 ] |

### A cara de perro(2017)
| Temporada                    | Fecha | Programas | Cadena | Espectadores | Share |
| ---------------------------- | ----- | --------- | ------ | ------------ | ----- |
| Temporada 1: A cara de perro | 2017  | 6         | Cuatro | 857 000      | 7,4%  |